# Stănești (Fehér megye)
Stănești románul: Stănești, falu Romániában, Erdélyben, Fehér megyében.

## Fekvése
Petelei mellett fekvő település

## Története
Stăneşti korábban Petelei része volt. 1956-ban vált külön 250 lakossal.
1966-ban 228 lakosából 227 román, 1 magyar volt. 1977-ben  25, 1992-ben 116, a 2002-es népszámláláskor 115 román lakosa volt.